# ヘッド・オーヴァー・ヒールズ
『ヘッド・オーヴァー・ヒールズ』（Head Over Heels）は、1995年にリリースされたポーラ・アブドゥルの3枚目のスタジオ・アルバム。
「エイント・ネヴァー・ゴナ・ギヴ・ユー・アップ」にはカラー・ミー・バッドがバックコーラスとして参加している。
2022年現時点で最後のオリジナル・アルバム。

## 収録曲
1. クレイジー・クール - Crazy Cool
2. マイ・ラヴ・イズ・フォー・リアル - My Love Is for Real (featuring Ofra Haza)
3. エイント・ネヴァー・ゴナ・ギヴ・ユー・アップ - Ain't Never Gonna Give You Up (featuring Color Me Badd)
4. ラヴ・ドント・カム・イージー - Love Don't Come Easy
5. イフ・アイ・ワー・ユア・ガール - If I Were Your Girl
6. セクシー・ソーツ - Sexy Thoughts
7. ザ・チョイス・イズ・ユアーズ - The Choice Is Yours
8. ホウ・ダウン - Ho-Down
9. アンダー・ジ・インフルエンス - Under the Influence
10. アイ・ネヴァー・ニュー・イット - I Never Knew It
11. ゲット・ユア・グルーヴ・オン - Get Your Groove On
12. ミッシング・ユー - Missing You
13. イッツ・オール・アバウト・フィーリング・グッド - It's All About Feeling Good
14. クライ・フォー・ミー - Cry for Me

### 日本盤ボーナストラック
1. クレイジー・ラヴ - Crazy Love
2. ハイスクール・クラッシュ - Highschool Crush